# 付着成長

付着成長（英語：Accretion）とは、海洋プレートの移動に伴って、大陸プレートとの境界部（大陸の縁など）に、プレートの上に存在していた堆積物などが挟まれて押し付けられ、大陸側のプレートに付着してしまうことである。

## 概説
付着成長には大きく分けて2つのタイプが存在する。一方はplate accretionと呼ばれ、もう一方はlandmass accretionと呼ばれる。

### plate accretion
plate accretionとは、海洋プレートの移動に伴って、海洋プレートの上に存在していた物が、海洋プレートの移動と共に大陸プレートとの境界付近まで運ばれてきて、プレート境界で海洋プレート沈み込みに巻き込まれたことによって発生する付着成長である。地球のプレートの境界の中には、沈み込み帯として知られる、一方のプレートが他方のプレートの下に沈み込んでいる場所が存在する。その代表的な場所が海溝が存在する場所、つまり大陸プレートの下に海洋プレートが沈み込んでいる場所である。通常海洋プレートは海嶺で形成されて、それが海溝で沈み込むわけだが、この沈み込みが起こる場所まで移動する間に、海底には様々な物が堆積する。そして、海洋プレートが大陸プレートの下に沈み込む時に、海洋プレートの上の堆積物の一部が剥ぎ取られてしまう。なお、この海洋プレートから擦り取られた堆積物が、大陸プレートの側に付着してしまった物を付加体と呼ぶ。また堆積物の他にも、例えば海洋プレートがホットスポットの上を通過したことによってできた火山島や海山、さらには、海洋プレートが沈み込む場所にできる火山弧などといった、火山活動によってプレートの上に作られた火成岩による地形が寄せ集められて、大陸プレートの側に付着してしまう場合もある。火山活動によって海洋プレートの上に作られた火成岩の比重が軽い（密度が小さい）場合、大陸プレートの下に沈み込んでゆくのが難しく、結果として大陸プレートに押し付けられた時に、大陸プレートの側に付着してしまうのである。

#### plate accretionが起きている証拠
大陸プレートと海洋プレートとでは、それを構成する岩石が違っている。そして海洋プレートが大陸プレートの下に沈み込んでいるような場所では、陸地となっている場所（本来は大陸プレートの岩石が存在する場所）の所々に、海洋プレートの岩石が見られる。つまり、大陸プレートに付着している付加体と呼ばれる場所に、海洋プレートの岩石が見られることから、
plate accretionが実際に起こっているとされている。

#### plate accretionが起きている場所の例
太平洋の縁の太平洋プレートが沈み込んでいるような場所など。大西洋ではプエルトリコ海溝がある辺りなど。地球上では、あちこちに見られる。

### landmass accretion
landmass accretionとは、海岸や河口などに内陸部から流水などによって運搬されてきた土砂などが堆積することにより大陸が海側に広がったような場所が、海洋プレートの沈み込みに巻き込まれたことによって発生する付着成長である。つまり、海洋プレートによって運ばれてきた物ではなく、海洋プレートによる沈み込みを受けている大陸の側から流水などによって運ばれてきた物が、海洋プレートによって押し付けられて付着するのである。